# Petna tetiva
Petna tetiva (lat. tendo calcanei) ili Ahilova tetiva je tetiva koja se nalazi na stražnjoj strani potkoljenice. Petna tetiva je duga je oko 15 cm i najsnažnija je tetiva u tijelu čovjeka dok je najsnažniji ligament iliofemoralna sveza u zglobu kuka.
Tetiva je produžetak mišićnih niti troglavog gnjatnog mišića (kojeg čine trbušasti mišić lista - lat. musculus gastrocnemius i široki listoliki mišić - lat. musculus soleus) i tabanskog mišića (lat. musculus plantaris), a hvata se za petnu kost. Između gornjeg dijela kosti i tetive nalazi se sluzna vreća (lat. bursa).
Naziv, Ahilova tetiva, dolazi iz grčke mitologije, od grčkog junaka Ahileja (Ahilova peta).